# Châteauvieux-les-Fossés
Châteauvieux-les-Fossés é uma comuna francesa na região administrativa de Borgonha-Franco-Condado, no departamento de Doubs. Estende-se por uma área de 4,46 km². Em 2010 a comuna tinha 12 habitantes (densidade: 2,7 hab./km²).
Segundo o INSEE é a comuna de França com menos habitantes em 2011, quando a população era de apenas 7 pessoas.